# Carosello Records
La Carosello Records è una casa discografica italiana fondata nel 1959.

## Storia
Le edizioni musicali Curci, fondate nel 1860 da Francesco Curci, erano diventate negli anni una delle più prestigiose e note, per cui, nel 1959, sulla falsariga di quello che avevano fatto altri editori (come la Ricordi con la Dischi Ricordi), il titolare Giuseppe Gramitto Ricci decise di aprire un'etichetta discografica; la denominazione originale fu Cemed (acronimo di Carosello Edizioni Musicali e Discografiche), mutata dapprima in Cemed-Carosello e poi in Carosello nel 1969.
La sede dell'etichetta è in Galleria del Corso 4 a Milano. Sin dalla fondazione, stipulò un contratto per la distribuzione con altre piccole case discografiche, come la Italdisc o la Meazzi, e ben presto il padrone della Italdisc, Davide Matalon (storico scopritore di Mina) fu assunto come direttore artistico.
Negli anni sessanta ebbe sotto contratto cantanti come Memo Remigi, Robertino, Elio Gandolfi, Renata Pacini, Annamaria Rame, Bruno Venturini, e Domenico Modugno. Negli anni settanta entrarono alla Carosello Giorgio Gaber e Nicola Di Bari, mentre nel decennio successivo avviene il lancio di Vasco Rossi.
Per questi ultimi due decenni la Carosello Records è stata distribuita dalla Dischi Ricordi, dalla Polygram, dalla Universal e dalla Warner Music Italy. Oggi si autodistribuisce ed è diretta da Dario Giovannini.
Carosello Records ha negli ultimi dieci anni distribuito alcuni lavori di noti artisti internazionali come Skunk Anansie, Björk, Aloe Blacc, Fitz & the Tantrums, Fool's Garden, Noir Désir, Anggun, Jennifer Paige, Andreya Triana, Jarabe De Palo e Miguel Bosé.
Tra gli artisti prodotti Carlotta, Pago, Lost, Max De Angelis, Omar Pedrini, Greta Manuzi, Verdiana, Mietta, Patty Pravo, Coez, Roby Facchinetti, Nesli, Bugo e Alessandro Martire. Tra gli artisti italiani distribuiti Paola & Chiara, Audio2, Irene Grandi con Stefano Bollani, Stylophonic.
Nel 2018 il catalogo Carosello è composto da Emis Killa, i Thegiornalisti, Levante, Diodato, John De Leo, Wrongonyou, Maruego, Federica Abbate, Alessandro Casillo, i Santa Margaret e gli Yombe.
Nel 2019 si aggiungono Angelica, Birthh, Coez, Delmoro, Ghemon, Gigante, Marïna e Sick Luke, Mike Lennon e Voodoo Kid.

## I dischi pubblicati
Tutte le informazioni riguardanti i dischi, compreso il numero di catalogo e la datazione provengono dai supporti fonografici dell'archivio della Discoteca di stato italiana. Le liste sono da considerarsi incomplete quando presenti intervalli di numeri mancanti. 

### 33 giri - Serie PLP
| Numero di catalogo | Anno | Interprete                                                                                             | Titoli                                                          |
| ------------------ | ---- | --- | --------------------------------------------------------------- |
| PLP 310            | 1965 | Augusto Righetti                                                                                       | Al Charly Max - Canta i Beatles in italiano                     |
| PLP 311            | 1965 | Robertino                                                                                              | Bella Napoli bella                                              |
| PLP 312            | 1966 | Luigi Infantino                                                                                        | La fanciulla del West                                           |
| PLP 313            | 1967 | Giovanni D'Anzi                                                                                        | Le canzoni milanesi di Giovanni D'Anzi                          |
| PLP 314            | 1967 | Meri Marabini, Gianni Duca e Lella                                                                     | Sanremo cantata                                                 |
| PLP 315            | 1967 | Wilma De Angelis, Liliana Feldmann, Giovanni D'Anzi, Evelina Sironi, Memo Remigi e Maria Pia Arcangeli | Milano canta a Inverigo                                         |
| PLP 316            | 1967 | Enrico Simonetti e la sua Orchestra                                                                    | Le perle del golfo di Napoli                                    |
| PLP 317            | 1968 | Luigi Infantino                                                                                        | Napoli e un mandolino                                           |
| PLP 318            | 1968 | Meri Marabini, Robertino e Augusto Righetti                                                            | Top Hits                                                        |
| PLP 319            | 1968 | Aa. Vv.                                                                                                | Sanremo 1968                                                    |
| PLP 320            | 1968 | Pino Calvi                                                                                             | Romantic nº 1                                                   |
| PLP 321            | 1968 | I Crodaioli                                                                                            | Voci della montagna (nuovi canti alpini e popolari)             |
| PLP 322/23         | 1969 | Orchestra di Harry Bendler                                                                             | Festival di Sanremo 1969 - Tutte le 24 canzoni in 2 dischi L.P. |
| PLP 324            | 1969 | Gastone Parigi                                                                                         | A trumpet in the night                                          |
| PLP 325            | 1969 | Patrick Samson Set                                                                                     | Soli si muore                                                   |
| PLP 326            | 1969 | Memo Remigi                                                                                            | Un ragazzo, una ragazza                                         |
| PLP 327            | 1969 | Milva e Gino Bramieri                                                                                  | Angeli in bandiera                                              |

### 33 giri - Serie CLN
| Numero di catalogo | Anno | Interprete                        | Titoli                                                           |
| ------------------ | ---- | --------------------------------- | ---------------------------------------------------------------- |
| SCLN 25001         | 1970 | Il Mucchio                        | Il Mucchio                                                       |
| SCLN 25002         | 1970 | Aguaviva                          | ...quella che sgorga e scorre naturalmente                       |
| CLN 25003          | 1971 | Waldo De Los Rios                 | Sinfonie                                                         |
| CLN 25007          | 1971 | Gérard Calvi                      | 12 canzoni di Mikis Theodorakis                                  |
| CLN 25008          | 1971 | Gianni Ferrio                     | Una farfalla con le ali insanguinate                             |
| CLN 25010          | 1971 | Ombretta Colli                    | Viva l'ammore!                                                   |
| CLN 25011          | 1971 | Giorgio Gaber                     | I borghesi                                                       |
| CLN 25014          | 1971 | Quartetto Cetra                   | Un LP per te                                                     |
| CLN 25029          | 1973 | La Famiglia degli Ortega          | La Famiglia degli Ortega                                         |
| CLN 25035          | 1973 | Walter Valdi                      | La mia città                                                     |
| CLN 25036          | 1974 | Walter Valdi                      | W l'a-more                                                       |
| CLN 25037          | 1974 | Walter Valdi                      | Facce da galera. Storie di vita, d'amore e di malavita           |
| CLN 25057          | 1975 | Domenico Modugno                  | Piange... il telefono e le più belle canzoni di Domenico Modugno |
| CLN 25058          | 1975 | Goffredo Canarini                 | Era brutta                                                       |
| CLN 25065          | 1976 | Albatros                          | Volo AZ 504                                                      |
| CLN 25066          | 1976 | Domenico Modugno                  | L'anniversario                                                   |
| CLN 25067          | 1976 | Tullio De Piscopo                 | Tullio De Piscopo vol. 2                                         |
| CLN 25068          | 1977 | Nicola Di Bari                    | Nicola Di Bari                                                   |
| CLN 25070          | 1977 | The Lovelets                      | Music                                                            |
| CLN 25073          | 1977 | Astor Piazzolla                   | Persecuta                                                        |
| CLN 25077          | 1977 | Domenico Modugno                  | Dal vivo alla Bussoladomani                                      |
| CLN 25080          | 1978 | Tullio De Piscopo                 | Concerto per un film: "L'arma"                                   |
| CLN 25081          | 1978 | Domenico Modugno                  | Cyrano                                                           |
| CLN 25082          | 1979 | Toto Cutugno                      | Voglio l'anima                                                   |
| CLN 25087          | 1980 | Toto Cutugno                      | Innamorata, innamorato, innamorati                               |
| CLN 25088          | 1980 | Giorgio Gaber                     | Pressione bassa                                                  |
| CLN 25089          | 1981 | Tullio De Piscopo                 | Tullio De Piscopo live                                           |
| CLN 25091          | 1981 | Paki Canzi                        | Quadro d'autore                                                  |
| CLN 25093          | 1981 | Toto Cutugno                      | La mia musica                                                    |
| CLN 25094          | 1981 | Giorgio Gaber                     | Anni affollati                                                   |
| CLN 25095          | 1982 | Vasco Rossi                       | Vado al massimo                                                  |
| CLN 25099          | 1982 | Nicola Di Bari                    | L'amore è                                                        |
| CLN 25101          | 1983 | Vasco Rossi                       | Bollicine                                                        |
| CLN 25105          | 1984 | Vasco Rossi                       | Va bene, va bene così                                            |
| CLN 25106          | 1984 | Giorgio Gaber                     | Gaber                                                            |
| CLN 25109          | 1985 | Vasco Rossi                       | Cosa succede in città                                            |
| CLN 25112          | 1985 | Sergio Nanni                      | Dedicato a Modugno                                               |
| CLN 25114          | 1986 | Krisma                            | Iceberg                                                          |
| CLN 25116          | 1986 | Vito Mercurio                     | Nuovo Ensemble Mediterraneo                                      |
| CLN 25119          | 1986 | Gazebo                            | Univision                                                        |
| CLN 25121          | 1987 | Vasco Rossi                       | C'è chi dice no                                                  |
| CLN 25126          | 1987 | Hege V                            | House of Tears                                                   |
| CLN 25128          | 1988 | Iva Zanicchi                      | Nefertari                                                        |
| CLN 25130          | 1988 | Gazebo                            | The Rainbow Tales                                                |
| CLN 25131          | 1988 | Renato Sellani e Massimo Moriconi | Doppio passo                                                     |
| CLN 25134          | 1989 | Ombretta Colli                    | A che servono gli uomini                                         |
| CLN 25135          | 1989 | Ivan Graziani                     | Ivangarage                                                       |
| CLN 25136          | 1989 | Pino D'Angiò                      | Dancing in Jazz                                                  |
| CLN 25139          | 1989 | Ivan Graziani                     | Segni d'amore                                                    |
| CLN 25140          | 1990 | Gianni Cavina                     | Alzati e Cavina                                                  |
| CLN 25138          | 1990 | Vito Mercurio                     | Sfonda Chi Tocca Il Fondo                                        |
| CLN 25146          | 1990 | Irene Fargo                       | Irene Fargo                                                      |
| CLN 25148          | 1991 | Irene Fargo                       | Irene Fargo                                                      |
| CLN 25154          | 1991 | Sandro Giacobbe                   | Sulla mia stessa strada                                          |
| CLN 25155          | 1991 | Ivan Graziani                     | Cicli e tricicli                                                 |
| CLN 25158          | 1992 | Irene Fargo                       | La voce magica della luna                                        |
| CLN 25160          | 1992 | Sandro Giacobbe                   | Le donne                                                         |
| CLN 25165          | 1993 | Irene Fargo                       | Labirinti del cuore                                              |
| CLN 25167          | 1994 | Ivan Graziani                     | Malelingue                                                       |

### 33 giri - Serie CLP
| Numero di catalogo                | Anno | Interprete         | Titoli                               |
| --------------------------------- | ---- | ------------------ | ------------------------------------ |
| SCLP 23002                        | 1970 | Patrick Samson Set | Il sapore dell'estate                |
| SCLP 23004/5                      | 1970 | Giorgio Gaber      | Il signor G                          |
| CLP 23011/12                      | 1972 | Giorgio Gaber      | Dialogo tra un impegnato e un non so |
| CLP 23015/16                      | 1973 | Giorgio Gaber      | Far finta di essere sani             |
| CLP 23027/28                      | 1974 | Giorgio Gaber      | Anche per oggi non si vola           |
| CLP 23035/36                      | 1976 | Giorgio Gaber      | Libertà obbligatoria                 |
| CLP 23047 (ristampa di CLN 25036) | 1977 | Walter Valdi       | W l'a-more                           |

### 33 giri - Ariete - Serie ARLP
| Numero di catalogo | Anno | Interprete                                     | Titoli                                            |
| ------------------ | ---- | ---------------------------------------------- | ------------------------------------------------- |
| ARLP 2001          | 1966 | Riz Ortolani                                   | Africa addio (colonna sonora)                     |
| ARLP 2002          | 1968 | Ennio Morricone                                | Teorema (colonna sonora)                          |
| ARLP 2003          | 1969 | Ennio Morricone                                | Vergogna schifosi (colonna sonora)                |
| ARLP 2005          | 1969 | Ennio Morricone                                | La stagione dei sensi (colonna sonora)            |
| ARLP 2008          | 1969 | Claudio Tallino, Riz Ortolani, Ennio Morricone | Colonna sonora, Leit motiv di film di successo    |
| ARLP 2009          | 1969 | Ennio Morricone                                | Un esercito di 5 uomini (colonna sonora)          |
| ARLP 2010          | 1970 | Riz Ortolani, Ennio Morricone, Teo Usuelli     | Colonna sonora, Leit motiv di film di successo #2 |

### EP
| Numero di catalogo | Anno | Interprete                                     | Titoli                                                                                    |
| ------------------ | ---- | ---------------------------------------------- | ----------------------------------------------------------------------------------------- |
| 3001               | 1960 | Aura D'Angelo                                  | Ballata del poveruomo/Ballata dell'uomo ricco/La maschietta futurista/Due sogni e un pino |
| 3002               | 1961 | Orchestra Gino Marinuzzi Jr. e Gene Colonnello | Kanjut Sar (La montagna che ha in vetta un lago) - Musiche dal film                       |
| 3005               | 1965 | Michele Accidenti                              | Auf Wiederseh'n/Che t'aggia dì/Se tu parli con lei/Santa Lucia luntana                    |
| LC 4008            | 1966 | Renato Rascel                                  | Bambino beat                                                                              |
|                    | 2015 | Santa Margaret                                 | Il suono analogico cova la sua vendetta Vol.1&2                                           |

### 45 giri
| Numero di catalogo | Anno | Interprete                                         | Titoli                                                                                  |
| ------------------ | ---- | -------------------------------------------------- | --------------------------------------------------------------------------------------- |
| Cl 20001           | 1960 | Giorgio Rocco                                      | Bravo/Un'ora con te                                                                     |
| Cl 20004           | 1960 | Aura D'Angelo                                      | Musicalità/Sera in grigio                                                               |
| Cl 20005           | 1960 | Aura D'Angelo                                      | Sempre no/Se nel cielo                                                                  |
| Cl 20015           | 1961 | Piero Giorgetti                                    | Pozzanghere/Come sinfonia                                                               |
| Cl 20016           | 1961 | Aura D'Angelo                                      | Notturno senza luna/Mandolino...mandolino                                               |
| Cl 20017           | 1961 | Aura D'Angelo                                      | Al di la'/Febbre di musica                                                              |
| Cl 20018           | 1961 | Aura D'Angelo                                      | La maschietta futurista/Ballata del pover'uomo                                          |
| Cl 20019           | 1961 | Piero Giorgetti                                    | Sole e pioggia/Solo per un'estate                                                       |
| Cl 20020           | 1961 | Gene Colonnello                                    | Gloria/Occhi matti                                                                      |
| Cl 20021           | 1961 | Aura D'Angelo                                      | E la vita continua/Il sole non tramonta                                                 |
| Cl 20022           | 1961 | Piero Rolla                                        | Il mare nel cassetto/Credevo                                                            |
| Cl 20023           | 1961 | Gene Colonnello                                    | Stanotte si/Maria                                                                       |
| Cl 20024           | 1961 | Gene Colonnello                                    | La canzone di Alamo/Kanjut Sar                                                          |
| Cl 20025           | 1961 | Sorelle Kim                                        | Mama Rock/O Lolita                                                                      |
| Cl 20026           | 1961 | Rosella Risi                                       | Mon Homme/Alla fine dell'estate                                                         |
| Cl 20027           | 1961 | Piero Giorgetti                                    | Rue de Siam/L'ulivo dei sogni                                                           |
| Cl 20030           | 1961 | E. Riethmũller all'organo Hammond con acc. Ritmico | Non contare le ore/Samba Fugata                                                         |
| Cl 20031           | 1961 | Aura D'Angelo                                      | Nulla rimpiangerò/Noi innamorati                                                        |
| Cl 20033           | 1961 | Piero Giorgetti                                    | 'Na musica/Notte 'ncantata                                                              |
| Cl 20035           | 1961 | Franco Nebbia                                      | I giorni del silenzio/Le tue lettere                                                    |
| Cl 20038           | 1961 | Aura D'Angelo                                      | Si nun se chiamma ammore/Eterno ammore                                                  |
| Cl 20039           | 1961 | Piero Umiliani                                     | Gianni e Oscar/Mister fantasma                                                          |
| Cl 20042           | 1961 | Piero Umiliani                                     | Notte di luna calante/Ti vorrei dimenticare                                             |
| Cl 20047           | 1961 | Aura D'Angelo                                      | Una canzone per l'estate/Mi sento tua                                                   |
| Cl 20048           | 1961 | Aura D'Angelo                                      | Ton adieu/Ancora                                                                        |
| Cl 20051           | 1961 | Piero Giorgetti                                    | Crudelia De Mon/Intorno al camino                                                       |
| Cl 20052           | 1961 | Berto / Piero Giorgetti                            | Vola colomba / Nun si stata tu                                                          |
| Cl 20053           | 1961 | Gene Colonnello                                    | Amen twist/Un tipo fuori serie                                                          |
| Cl 20054           | 1962 | Berto                                              | Ninna nanna d'amore/Controluce                                                          |
| Cl 20055           | 1962 | Rosella Risi                                       | La voce/Tu non mi lascerai                                                              |
| Cl 20056           | 1962 | Aura D'Angelo                                      | Fantastico amore/Ponte verso il sole                                                    |
| Cl 20057           | 1962 | Aura D'Angelo                                      | Addio addio/Quando il vento d'Aprile                                                    |
| Cl 20058           | 1962 | Gene Colonnello                                    | Innamorati/Lui andava a cavallo                                                         |
| Cl 20059           | 1962 | Berto                                              | Baby night twist/Pupa in blue jeans                                                     |
| Cl 20060           | 1962 | Diana Diaz                                         | Whisky a mezzogiorno/Cinque minuti                                                      |
| Cl 20061           | 1962 | Paolo Poli                                         | La Gigiotta/La Lisetta                                                                  |
| Cl 20062           | 1962 | An'Neris                                           | Selene/Harry Boy                                                                        |
| Cl 20064           | 1962 | Robertino                                          | Spazzacamino/Non ti scordar di me                                                       |
| Cl 20065           | 1962 | Berto                                              | La ragazza col maglione/Luna caprese                                                    |
| Cl 20066           | 1962 | An'Neris                                           | Matta matta/Voglio saper                                                                |
| Cl 20067           | 1962 | Piero Giorgetti                                    | Nun si' stata tu/Premier bal                                                            |
| Cl 20068           | 1962 | Tony Martucci / Sandro Tuminelli                   | Chiccolino di caffè / L'aquilone                                                        |
| Cl 20069           | 1962 | An'Neris                                           | Una notte/Un Joe                                                                        |
| Cl 20073           | 1962 | Aura D'Angelo                                      | Baciami...a Capri/Sbruffon twist                                                        |
| Cl 20074           | 1962 | Aura D'Angelo                                      | Scugliera/Sbruffon twist                                                                |
| Cl 20076           | 1962 | An'Neris                                           | Nuie ce lassammo/Carulina Saint Tropez                                                  |
| Cl 20079           | 1962 | Berto                                              | La mia triste storia/Sapore di miele                                                    |
| Cl 20080           | 1962 | An'Neris                                           | I magnifici tre/Archimede Pitagorico                                                    |
| Cl 20082           | 1963 | Aura D'Angelo                                      | Tu venisti dal mare/Violino Tzigano                                                     |
| Cl 20083           | 1963 | Robertino                                          | Parlami d'amore Mariù/La paloma                                                         |
| Cl 20086           | 1963 | Aura D'Angelo                                      | Cambiati la faccia/Nulla rimpiangerò                                                    |
| Cl 20088           | 1963 | Robertino                                          | Luna rossa/Vurria                                                                       |
| Cl 20090           | 1963 | An'Neris                                           | Corsaro/Pippo non lo sa                                                                 |
| Cl 20094           | 1963 | Jolanda Rossin                                     | Acqui Terme/Una piccola cosa                                                            |
| Cl 20099           | 1963 | Pat Basilico                                       | Aiutami papà/Un carissimo amico                                                         |
| Cl 20100           | 1964 | Sandro Tuminelli                                   | Un povero pagliaccio/L'omino delle antenne                                              |
| Cl 20102           | 1964 | Aura D'Angelo                                      | Tornerò con te/Ciò che conta                                                            |
| Cl 20103           | 1964 | Robertino                                          | Un bacio piccolissimo/Se saprai                                                         |
| Cl 20104           | 1964 | Sandro Tuminelli                                   | Natalino/Quando arriva la Befana                                                        |
| Cl 20107           | 1964 | Angelo e i suoi Angeli                             | Le lentiggini/Il signor Pep                                                             |
| Cl 20108           | 1964 | Sandro Tuminelli                                   | Girandole d'allegria/Un bacio nero                                                      |
| Cl 20110           | 1964 | Robertino                                          | Ho scelto un abete/Fidanziamoci stanotte                                                |
| Cl 20111           | 1964 | Renato Rascel                                      | Magari/Non esitar                                                                       |
| Cl 20112           | 1964 | Robertino                                          | I ricordi di Chopin/Vorrei ritornare da te                                              |
| Cl 20113           | 1964 | Robertino                                          | 'Sta Roma/Nannarella twist                                                              |
| Cl 20114           | 1964 | Renato Rascel                                      | Grazie mamma/Hallo London! (dal 'Taccuino Londinese' TV)                                |
| Cl 20115           | 1964 | Aura D'Angelo                                      | Forza Lazio/Una risposta                                                                |
| Cl 20118           | 1964 | Robertino                                          | Un paio di giorni/Sarebbe bello                                                         |
| Cl 20125           | 1964 | Renato Rascel                                      | T'aspetto a Roma/Tanto tanto bene                                                       |
| Cl 20126           | 1964 | Joe Sentieri                                       | Arrivederci amore/Quando avevo te                                                       |
| Cl 20128           | 1964 | Franco Franchi e gli Amici                         | Mi piace il vino/La canzone del Po/Tressette e Barbera                                  |
| Cl 20129           | 1964 | Michele Accidenti                                  | Guapparia/Che t'aggia dì                                                                |
| Cl 20130           | 1964 | Milena                                             | Amare non è più così facile/Ti voglio ancor)                                            |
| Cl 20131           | 1964 | Robertino                                          | Me parlano 'e te/Mo(me ne vaco a Pusilleco)                                             |
| Cl 20132           | 1964 | Michele Accidenti                                  | Cchiù luntano d' 'a luna/Inutilmente                                                    |
| Cl 20133           | 1964 | Aura D'Angelo                                      | E si nun fosse overo?/Teneramente                                                       |
| Cl 20134           | 1964 | Renato Rascel                                      | Aspettando che spiova/Maria non andar via/L'orchestra di villa Balestra                 |
| Cl 20135           | 1964 | Renato Rascel                                      | Napoli fortuna mia/Qua la mano                                                          |
| Cl 20136           | 1964 | Michele Accidenti                                  | Adesso comincia la vita/Non ho che un canto                                             |
| Cl 20140           | 1965 | Michele Accidenti                                  | Nel ciel (c'è una canzon d'amor)/Avventure in Paradiso                                  |
| Cl 20142           | 1965 | Robertino                                          | Mia cara/Ricordandoti                                                                   |
| Cl 20144           | 1965 | Renato Rascel                                      | Dagli una spinta/C'era un leone/Se fossi un marziano                                    |
| Cl 20145           | 1965 | Milena                                             | Carlomagno/Se te ne vai                                                                 |
| Cl 20146           | 1965 | Piero Giorgetti                                    | Cam caminì/Come si fa a non volerti bene                                                |
| Cl 20148           | 1965 | Renato Rascel                                      | Costa Smeralda/Tintarella fuori porta                                                   |
| Cl 20149           | 1965 | Michele Accidenti                                  | Quando vedo te/La nostra notte                                                          |
| Cl 20150           | 1966 | Milena                                             | Supercalifragilisticespiralidoso/Basta un poco di zucchero                              |
| Cl 20152           | 1966 | Milena                                             | Undici uomini e un pallone/Daniela batte il crawl                                       |
| Cl 20154           | 1966 | Herbert Pagani                                     | Lombardia/Testamento all'italiana                                                       |
| Cl 20156           | 1966 | I Guerrieri                                        | Il principe guerriero/L'ultima volta                                                    |
| Cl 20160           | 1966 | Robertino                                          | Un dollaro d'amore/L'amore torna a me                                                   |
| Cl 20161           | 1966 | Milena                                             | Un debito di baci/Non è ancora passata                                                  |
| Cl 20162           | 1966 | Meri Marabini                                      | Mi manchi/È proprio inutile                                                             |
| Cl 20164           | 1966 | Herbert Pagani                                     | La mia porta/Fermati!                                                                   |
| Cl 20173           | 1966 | Milena                                             | Castelli di sabbia/Dottor Zivago                                                        |
| Cl 20174           | 1966 | Robertino                                          | Te purtavo 'na rosa/Bella                                                               |
| Cl 20175           | 1966 | Herbert Pagani                                     | Sai che basta l'amore/Un capretto                                                       |
| Cl 20177           | 1967 | Memo Remigi                                        | Monamì/Il tuo amore                                                                     |
| Cl 20180           | 1967 | Memo Remigi                                        | Dove credi di andare/L'amore fra noi due                                                |
| Cl 20184           | 1967 | Robertino                                          | Era la donna mia/Mi porterò la banda                                                    |
| Cl 20185           | 1967 | Meri Marabini                                      | Una voce/C'è tanta gente                                                                |
| Cl 20188           | 1967 | Memo Remigi                                        | Angelica/L'amore fra noi due                                                            |
| Cl 20190           | 1967 | Memo Remigi                                        | Vivere per vivere/Cerchi nell'acqua                                                     |
| Cl 20191           | 1966 | Milena                                             | Ora più che mai/Quasi donna dal film Il favoloso dottor Dolittle                        |
| Cl 20192           | 1967 | Meri Marabini                                      | Ti amo, mi ami/I fiori sul viso                                                         |
| Cl 20194           | 1967 | Bruna Modigliani                                   | Un bene andato a male/Resta sola come sei                                               |
| Cl 20195           | 1968 | Elio Gandolfi                                      | La vita/Il giorno dell'amore                                                            |
| Cl 20197           | 1968 | Totò Savio & The Shamrocks                         | Dammi una mano/Eh, no!                                                                  |
| Cl 20199           | 1968 | Robertino                                          | Suona, suona violino/Mi hanno detto di no                                               |
| Cl 20200           | 1968 | I Baronetti                                        | Soul finger/È lei                                                                       |
| Cl 20201           | 1968 | Elio Gandolfi                                      | Un anno di più/Un uomo di spalle                                                        |
| Cl 20203           | 1968 | I Monks                                            | La ragazza di un sogno/Angeli negri                                                     |
| Cl 20204           | 1968 | I Balordi                                          | Diamoci la mano/Fateli tacere                                                           |
| Cl 20205           | 1968 | Trio Junior                                        | Il disco della luna/Amico Nik                                                           |
| Cl 20210           | 1968 | Elio Gandolfi                                      | Non c'è nessuno (che mi vuol bene)/Cari amici aspettatemi                               |
| Cl 20216           | 1968 | Memo Remigi                                        | Joanna/Cosa c'è nel sole                                                                |
| Cl 20218           | 1968 | Gemelle Kessler                                    | Star!/Willie-O                                                                          |
| Cl 20219           | 1969 | Robertino                                          | Le belle donne/L'amore vero                                                             |
| Cl 20220           | 1969 | Memo Remigi                                        | Una famiglia/Pronto... sono io                                                          |
| Cl 20221           | 1969 | Elio Gandolfi                                      | Il sole è tramontato/Carezze                                                            |
| Cl 20222           | 1969 | Giorgio Albertazzi                                 | Questa cosa che chiamiamo mondo/Tema di Linda                                           |
| Cl 20223           | 1969 | Roberto Pregadio                                   | Non siamo eroi (canta Franco Franchi e Ciccio Ingrassia) / Non siamo eroi (strumentale) |
| Cl 20224           | 1969 | Patrick Samson                                     | Gloria / Laila Laila                                                                    |
| Cl 20225           | 1969 | Patrick Samson Set                                 | Soli si muore/Tanto era tanto antico                                                    |
| Cl 20226           | 1969 | Memo Remigi                                        | The end of a story/Quanto mai                                                           |
| Cl 20227           | 1969 | Robertino                                          | Intorno a me mulini/Tu, solamente tu                                                    |
| Cl 20229           | 1969 | Brunetta                                           | Ti costa così poco/Amico mio                                                            |
| Cl 20230           | 1969 | Angela Bi                                          | L'estate si è nascosta/Moneta falsa                                                     |
| Cl 20232           | 1969 | J. Plep                                            | La scala/L'anima del mondo                                                              |
| Cl 20233           | 1969 | Gina Lollobrigida                                  | Roma, Roma, Roma/Fra te e me confidenzialmente                                          |
| Cl 20235           | 1969 | Cristina                                           | Dovresti sempre baciarmi sul naso/Volere bene a tutti                                   |
| Cl 20237           | 1969 | Irene Conte                                        | E manchi solo tu/Mon homme                                                              |
| Cl 20238           | 1969 | Alice & Elen Kessler                               | Quelli belli come noi/La sveglia del cuore                                              |
| Cl 20239           | 1969 | Robertino                                          | Arcobaleno/Bevi con me                                                                  |
| Cl 20240           | 1969 | Memo Remigi                                        | Un ragazzo, una ragazza/Non dimenticar le mie parole                                    |
| Cl 20241           | 1969 | Patrick Samson Set                                 | Se io fossi un altro/Ancora una notte                                                   |
| Cl 20242           | 1969 | Robertino                                          | Contenta tu, contento anch'io/L'amore è una cosa meravigliosa                           |
| Cl 20244           | 1969 | Elio Gandolfi                                      | Ieri, oggi, domani / I giorni tuoi, le notti mie                                        |
| Cl 20246           | 1970 | Toto e i Tati                                      | Questo fragile amore/Aspetto lei                                                        |
| Cl 20248           | 1970 | Pino Donaggio                                      | Che effetto mi fa/Tu mi dici sempre dove vai                                            |
| Cl 20249           | 1970 | Robertino                                          | Non siamo al mare/Anche se ti costa                                                     |
| Cl 20250           | 1970 | Robertino                                          | Ho fatto centro nel tuo cuor/Quando due s'incontrano                                    |
| Cl 20251           | 1970 | Patrick Samson                                     | Dille sì/Na na hey hey kiss him goodbye                                                 |
| Cl 20252           | 1970 | Margaret                                           | Un tipo che mi piace/Meno di niente                                                     |
| Cl 20253           | 1970 | Roberto De Simone                                  | La canzone del sole/Sereno                                                              |
| Cl 20256           | 1970 | Patrick Samson                                     | Vola vola vola/Cuore che fai                                                            |
| Cl 20257           | 1970 | Solidea                                            | Sicuramente/Un volo di falena                                                           |
| Cl 20260           | 1970 | Memo Remigi                                        | Libertà/Mi succede d'amare                                                              |
| Cl 20261           | 1970 | Max Onorari                                        | Episodio (una donna, una strada, una casa/Il circo)                                     |
| Cl 20262           | 1970 | Giorgio Albertazzi e Penny Brown                   | Miraggio d'estate/Miraggio d'estate (seconda versione)                                  |
| Cl 20264           | 1970 | Patrick Samson                                     | Tu/Prigioniero                                                                          |
| Cl 20267           | 1970 | Toto e i Tati                                      | Montego bay/Incubo d'amore                                                              |
| Cl 20268           | 1970 | Ombretta Colli                                     | È il mio uomo/Il sapore della vita in due                                               |
| Cl 20276           | 1970 | Aldo Reggiani                                      | Sei bella/Sei bella (versione strumentale)                                              |
| Cl 20288           | 1971 | Memo Remigi                                        | Lo so che è stato amore/Tu sei qui                                                      |
| Cl 20292           | 1971 | Romolo Ferri                                       | Aeroporto/Vorrei                                                                        |
| CE 20297           | 1971 | Drafi                                              | United/Tears and pain                                                                   |
| Cl 20299           | 1971 | Patrick Samson                                     | Giallo rosso verde rosa/Povera ricca ragazza                                            |
| Cl 20301           | 1971 | Renato D'Intra                                     | L'amore che cos'è/Uniti                                                                 |
| Cl 20302           | 1971 | Michelle                                           | Cosa non farei/Senza una goccia d'acqua                                                 |
| Cl 20306           | 1971 | Quartetto Cetra                                    | Stasera sì/Chissà come farà                                                             |
| Cl 20313           | 1972 | Pino Donaggio                                      | Ci sono giorni/Come un girasole                                                         |
| Cl 20320           | 1972 | Patrick Samson                                     | Ballerai (hey yaba hey/Un segreto)                                                      |
| Cl 20327           | 1972 | Romolo Ferri                                       | Terra di casa mia/Bevi con me                                                           |
| Cl 20334           | 1972 | Monica                                             | Com'era bello / Piano ragazzo, piano                                                    |
| Cl 20335           | 1972 | Giovanni D'Anzi                                    | Per amor del ciel / Quatter pass in galleria                                            |
| Cl 20336           | 1972 | Christy                                            | Lei se ne more / Troppe volte                                                           |
| CE 20337           | 1972 | Electronic Butterflies                             | Coconut / La Bamba                                                                      |
| Cl 20347           | 1973 | Memo Remigi                                        | Il mondo è qui/Amare e poi scordare                                                     |
| Cl 20349           | 1973 | La Famiglia degli Ortega                           | Awamalaia/Sogno di una casa                                                             |
| Cl 20350           | 1973 | Quartetto Cetra                                    | L'occasione/Scimpanzé                                                                   |
| Cl 20353           | 1973 | Pino Donaggio                                      | La voglia di vivere/Per amore                                                           |
| Cl 20354           | 1973 | Romolo Ferri                                       | Guai a chi ti porta via/18 anni                                                         |
| Cl 20358           | 1973 | Il Mucchio                                         | Lei se ne andrà/Il giullare                                                             |
| Cl 20360           | 1973 | Renato D'Intra                                     | Aubrey/Io sono solo                                                                     |
| Cl 20373           | 1974 | Milton di Sao Paulo                                | Dolce/Santa Fe                                                                          |
| Cl 20374           | 1974 | La Famiglia degli Ortega                           | Stanlio e Ollio/Una vecchia corriera chiamata "Harry Way"                               |
| Cl 20376           | 1974 | Walter Valdi                                       | Ma poi.../E nascerà l'amor                                                              |
| Cl 20379           | 1974 | Pino Donaggio                                      | Donna d'estate/Grande come una spanna                                                   |
| Cl 20380           | 1974 | Ombretta Colli                                     | Il pappagallo/Oh, marito!                                                               |
| Cl 20387           | 1974 | Piero Piccioni                                     | Anna Karenina/I valzer imperiali                                                        |
| Cl 20390           | 1975 | Domenico Modugno                                   | Piange il telefono/L'avventura                                                          |
| Cl 20397           | 1975 | Albatros                                           | Africa/Ha-ri-ah                                                                         |
| Cl 20398           | 1975 | Piero Cotto                                        | Un po' d'amore e d'amicizia/E adesso io                                                 |
| Cl 20404           | 1976 | Domenico Modugno                                   | Il maestro di violino/Domenica                                                          |
| Cl 20405           | 1976 | Francesca Guadagno                                 | Oh, mio papà/Otto per otto asino cotto                                                  |
| Cl 20410           | 1976 | Albatros                                           | Volo AZ 504/Marieneige                                                                  |
| Cl 20415           | 1976 | Nicola Di Bari                                     | La più bella del mondo/Anna perché                                                      |
| Cl 20418           | 1976 | Toni Santagata                                     | Poro poro.../Io non sono Mandrake                                                       |
| Cl 20419           | 1976 | Domenico Modugno                                   | Malarazza/Né con te, né senza di te                                                     |
| Cl 20427           | 1976 | Albatros                                           | Nel cuore nei sensi/L'albatros                                                          |
| Cl 20429           | 1976 | Domenico Modugno                                   | L'anniversario/Resta cu'mme                                                             |
| Cl 20433           | 1976 | Tavernese                                          | Questa febbre di te/E tu vivrai                                                         |
| Cl 20437           | 1976 | Memo Remigi                                        | Basta prendo parto volo via/Mistral                                                     |
| Cl 20440           | 1977 | Albatros                                           | Gran premio/Gran premio (strumentale)                                                   |
| Cl 20441           | 1977 | Domenico Modugno                                   | Il vecchietto/Un male cane                                                              |
| Cl 20443           | 1977 | Mario Tessuto e gli Angeli                         | Dolce angelo d'amore/Il vento e la pazzia                                               |
| Cl 20445           | 1977 | Lui & Lei                                          | Lettera per un amore/Instrumental                                                       |
| Cl 20450           | 1977 | Nicola Di Bari                                     | Lei, mia/Favole                                                                         |
| Cl 20453           | 1977 | Domenico Modugno                                   | A casa torneremo insieme/Io ti troverò                                                  |
| Cl 20456           | 1977 | Brunello Tavernese                                 | Morirei/La tua immagine                                                                 |
| Cl 20457           | 1977 | Albatros                                           | Stop-stop violence/Oui-bon d'accord                                                     |
| Cl 20461           | 1978 | Albatros                                           | Santamaria de Portugal/La mia isola                                                     |
| Cl 20464           | 1978 | Leone Di Lernia                                    | Gaccia a te mariuo'/U fesse 'nnamerate                                                  |
| Cl 20465           | 1978 | Domenico Modugno                                   | Na bbella malatia/Cucciola                                                              |
| Cl 20468           | 1978 | Marina Fabbri                                      | Notte di fuoco/Sai com'è                                                                |
| Cl 20470           | 1978 | Toto Cutugno                                       | Donna donna mia/Una serata come tante                                                   |
| Cl 20476           | 1979 | Topo Gigio e Memo Remigi                           | Che tipo di topo/Gigio money                                                            |
| Cl 20477           | 1979 | Toto Cutugno                                       | Voglio l'anima/'Na parola                                                               |
| Cl 20480           | 1979 | Memo Remigi                                        | Quelli dell'arcobaleno/Quelli dell'arcobaleno (strumentale)                             |
| Cl 20481           | 1979 | Tullio De Piscopo                                  | Drum dream/Gabbie                                                                       |
| Cl 20482           | 1979 | Domenico Modugno                                   | Giorno per giorno/Che cos'è un bacio                                                    |
| Cl 20483           | 1980 | Toto Cutugno                                       | Solo noi/Liberi                                                                         |
| Cl 20484           | 1980 | Domenico Modugno                                   | Giorno per giorno (sognando un'isola)/Né con te, né senza di te                         |
| Cl 20487           | 1980 | Toto Cutugno                                       | Innamorati/Aio Aio Polinesia                                                            |
| Cl 20488           | 1980 | Domenico Modugno                                   | Pomeriggio di favola/Giorno per giorno                                                  |
| Cl 20489           | 1980 | Toto Cutugno                                       | Flash/Francesca non sa                                                                  |
| Cl 20492           | 1981 | Stefano Tosi                                       | Io mi.../Uh! Tivvù                                                                      |
| Cl 20494           | 1981 | Domenico Modugno                                   | Viva l'america/Vecchio frack                                                            |
| Cl 20501           | 1981 | Memo Remigi                                        | Gocce di luna/Salvami                                                                   |
| Cl 20502           | 1981 | Lu Colombo                                         | Maracaibo/Neon                                                                          |
| Cl 20503           | 1981 | Toto Cutugno                                       | La mia musica/Punto e virgola                                                           |
| Cl 20504           | 1981 | Rodolfo Grieco                                     | Salvami/Gocce di luna                                                                   |
| Cl 20505           | 1982 | Domenico Modugno                                   | Ballata per un matto/Quando un amico se ne va                                           |
| Cl 20505           | 1982 | Domenico Modugno                                   | Adesso non pensarci più/Ballata per un matto                                            |
| Cl 20506           | 1982 | Vasco Rossi                                        | Vado al massimo/Ogni volta                                                              |
| Cl 20508           | 1982 | Renato Pareti                                      | Zitta zitta/E via...!                                                                   |
| Cl 20513           | 1983 | Toto Cutugno                                       | L'italiano/Sarà                                                                         |
| Cl 20514           | 1983 | Domenico Modugno                                   | Io vivo qui/Oceano                                                                      |
| Cl 20515           | 1983 | Vasco Rossi                                        | Vita spericolata/Mi piaci perché                                                        |
| Cl 20520           | 1983 | Toto Cutugno                                       | Un'estate con te/Non è lontano il cielo                                                 |
| Cl 20522           | 1983 | Gian Piero Alloisio                                | Tutti a casa/Infelicità senza desideri                                                  |
| Cl 20523           | 1984 | Claudio Daiano                                     | Perché ci si innamora/Dalla parte delle donne                                           |
| Cl 20530           | 1985 | Marinella                                          | Colazione d'amore/Love breakfast                                                        |
| Cl 20532           | 1986 | Chiari e Forti                                     | Come una guerra/Un respiro in più                                                       |
| Cl 20536           | 1987 | Chiari e Forti                                     | Campi d'atterraggio/Nuvola leggera                                                      |
| Cl 20539           | 1987 | Domenico Mattia                                    | Apriluscion/Basilico lo sguardo                                                         |
| Cl 20545           | 1987 | Iva Zanicchi                                       | Volo/Uomini e no                                                                        |
| Cl 20547           | 1988 | Fabio De Rossi                                     | L'ultima bugia/Bologna sei tu                                                           |
| Cl 20553           | 1989 | Aida Satta Flores                                  | Certi uomini/Dove guarda il cielo                                                       |
| CI 20555           | 1989 | Fratelli d'Italia                                  | Fratelli d'Italia/Fratelli d'Italia                                                     |
| Cl 20556           | 1989 | Irene Fargo                                        | Dialoghi/Meccanismi                                                                     |
| CI 20557           | 1989 | Aparecida                                          | Lambada/Lambada de Lola                                                                 |
| CI 20558           | 1989 | Machinations                                       | Do it to me/Normal                                                                      |
| Cl 20561           | 1989 | Ivan Graziani                                      | La sposa bambina/Lugano addio                                                           |
| Cl 20571           | 1991 | Irene Fargo                                        | La donna di Ibsen/Nannarella                                                            |
| Cl 20573           | 1991 | Irene Fargo                                        | Ugo/Ugo (remix)                                                                         |
| Cl 20574           | 1992 | Irene Fargo                                        | Come una Turandot/I separati                                                            |
| Cl 20575           | 1992 | Irene Fargo                                        | Sabbia d'Africa/Lui parla di te                                                         |

### 45 giri - Ariete - Serie AR
| Numero di catalogo | Anno | Interprete      | Titoli                                                                     |
| ------------------ | ---- | --------------- | -------------------------------------------------------------------------- |
| AR 8001            | 1966 | Riz Ortolani    | Africa addio: Cape Town / Verso la libertà                                 |
| AR 8005            | 1968 | Ennio Morricone | Teorema: L'ultima corrida / Fruscio di foglie verdi                        |
| AR 8006            | 1969 | Ennio Morricone | Vergogna schifosi: Matto, caldo, soldi, morto... girotondo / Un altro mare |
| AR 8007            | 1969 | Riz Ortolani    | Cinque figli di cane: The Nighters / Maxigonna                             |
| AR 8009            | 1969 | Ennio Morricone | Un esercito di 5 uomini: Muerte donde vas? / Un esercito di 5 uomini       |

### CD
| Numero di catalogo                | Anno              | Interprete                                          | Titoli                                 |
| --------------------------------- | ----------------- | --------------------------------------------------- | -------------------------------------- |
| CARSH 010                         | 2002              | Noir Désir                                          | Des visages des figures                |
| CARSH 017 (ristampa di CLN 25109) | 2002              | Vasco Rossi                                         | Cosa succede in città                  |
| CARSH 063                         | 1º aprile 2003    | Krisma                                              | Iceberg                                |
| CARSH 068                         | 2003              | The Ones                                            | Superstar                              |
| CARSH 087                         | 2005              | Max De Angelis                                      | La soluzione                           |
| CARSH 176                         | 2006              | Blog 27                                             | <LOL>                                  |
| CARSH 220                         | 2008              | Jennifer Paige                                      | Best Kept Secret                       |
| CARSH                             | 25 gennaio 2008   | Lost                                                | XD                                     |
| CARSH 238                         | 7 novembre 2008   | Lost                                                | Lost live @ mtv.it                     |
| CARSH 240                         | 7 dicembre 2008   | Esecutori vari                                      | Ambrogino d'Oro 2008                   |
| CARSH 243                         | 30 gennaio 2009   | Roberto Angelini                                    | La vista concessa                      |
| CARSH 256                         | 3 aprile 2009     | Minor Majority                                      | Candy Store                            |
| CARSH 255                         | 24 aprile 2009    | Gennaro Cosmo Parlato                               | Soubrette                              |
| CARSH 257                         | 29 maggio 2009    | Lost                                                | Sospeso                                |
| CARSH 258                         | 8 maggio 2009     | MogolAudio 2                                        | MogolAudio                             |
| CARSH 263                         | 3 luglio 2009     | Jarabe de Palo                                      | Orquesta Reciclando                    |
| CARSH 605                         | 23 ottobre 2009   | Skunk Anansie                                       | Smashes & Trashes                      |
| CARSH 606                         | 23 ottobre 2009   | Giangilberto Monti                                  | Comicanti                              |
| CARSH?                            | 30 aprile 2010    | Lost                                                | Allora sia buon viaggio                |
| CARSH?                            | 12 novembre 2010  | Paola & Chiara                                      | Milleluci                              |
| CARSH?                            | 15 febbraio 2011  | BTwins                                              | BTwins                                 |
| CARSH?                            | 16 febbraio 2011  | Patty Pravo                                         | Nella terra dei pinguini               |
| CARSH?                            | 5 aprile 2011     | Mietta                                              | Due soli...                            |
|                                   | 5 aprile 2011     | Nazzareno Carusi                                    | Petrolio                               |
|                                   | 10 maggio 2011    | Giorgio Gaber                                       | Anche per oggi non si vola             |
|                                   | 10 maggio 2011    | Giorgio Gaber                                       | Dialogo tra un impegnato e un non so   |
|                                   | 10 maggio 2011    | Giorgio Gaber                                       | E pensare che c'era il pensiero        |
|                                   | 10 maggio 2011    | Giorgio Gaber                                       | Il Teatro Canzone                      |
|                                   | 10 maggio 2011    | Giorgio Gaber                                       | Io se fossi Gaber                      |
|                                   | 10 maggio 2011    | Giorgio Gaber                                       | Libertà obbligatoria                   |
|                                   | 10 maggio 2011    | Giorgio Gaber                                       | Polli d'allevamento                    |
|                                   | 10 maggio 2011    | Giorgio Gaber                                       | Un'idiozia conquistata a fatica        |
|                                   | 1º novembre 2011  | Pierluigi Colantoni                                 | Soluzioni Co-Abitative                 |
|                                   | 21 gennaio 2012   | Emis Killa                                          | L'erba cattiva                         |
|                                   | 22 gennaio 2012   | Roberto Cacciapaglia                                | 11 September 1683                      |
|                                   | 1º settembre 2012 | Coro I Crodaioli                                    | Antologia 1                            |
|                                   | 1º settembre 2012 | Coro I Crodaioli                                    | Antologia 2                            |
|                                   | 25 settembre 2012 | Banda Musicale del Corpo della Gendarmeria Vaticana | 1861-2011 - Omaggio all'unità d'Italia |
|                                   | 2 ottobre 2012    | Plan de Fuga                                        | LOVE°PDF                               |
|                                   | 23 novembre 2012  | AA.VV.                                              | Mì - Omaggio a Modugno                 |
|                                   | 22 gennaio 2013   | Roberto Cacciapaglia                                | 11 September 1683                      |
|                                   | 12 marzo 2013     | Vasco Rossi                                         | Sarà migliore [Remastered 2013]        |
|                                   | 23 aprile 2013    | Nesli                                               | Voglio di + (Nesliving vol.3)          |
|                                   | 14 maggio 2013    | Verdiana                                            | Lontano dagli occhi                    |
|                                   | 21 maggio 2013    | Greta Manuzi                                        | Solo rumore                            |
|                                   | 11 giugno 2013    | Coez                                                | Non erano fiori                        |
|                                   | 25 giugno 2013    | Giso                                                | Iceberg                                |
|                                   | 1º ottobre 2013   | Stylophonic                                         | Boom!                                  |
| 8034125843343                     | 22 ottobre 2013   | Emis Killa                                          | Mercurio                               |
|                                   | 6 dicembre 2013   | Fratelli Quintale                                   | All you can eat + One hundred          |
|                                   | 14 gennaio 2014   | Alessandro Casillo                                  | #Ale                                   |
| 8034125844692                     | 21 gennaio 2014   | AA.VV.                                              | Braccialetti Rossi                     |
|                                   | 28 gennaio 2014   | Greta Manuzi                                        | Ad ogni costo                          |
|                                   | 18 marzo 2014     | Roby Facchinetti                                    | Ma che vita la mia                     |
|                                   | 25 marzo 2014     | Verdiana                                            | Nel centro del caos                    |
|                                   | 27 maggio 2014    | Niccolò Agliardi & The Hills                        | Io non ho finito                       |
|                                   | 27 maggio 2014    | Jarabe de Palo                                      | Somos                                  |
|                                   | 10 giugno 2014    | Stylophonic                                         | Jam the House                          |
|                                   | 5 settembre 2014  | Francesco Cerasi                                    | I nostri ragazzi                       |
|                                   | 7 ottobre 2014    | John De Leo                                         | Il Grande Abarasse                     |
|                                   | 25 novembre 2014  | Bjork                                               | Biophilia Live                         |
|                                   | 9 dicembre 2014   | AA.VV.                                              | Il ricco, il povero e il maggiordomo   |
| 8034125843855                     | 27 gennaio 2015   | AA.VV.                                              | Braccialetti Rossi 2                   |
|                                   | 24 febbraio 2015  | Rakele                                              | Il diavolo è gentile                   |
|                                   | 9 marzo 2015      | Bjork                                               | Vulnicura                              |
|                                   | 19 marzo 2015     | Andrea Farri                                        | Latin lover                            |
|                                   | 1º aprile 2015    | Coro I Crodaioli                                    | I Crodaioli - Vol. 9                   |
|                                   | 5 maggio 2015     | Levante                                             | Abbi cura di te                        |
|                                   | 5 maggio 2015     | Matthew Lee                                         | D'altri Tempi                          |
|                                   | 12 maggio 2015    | Plan De Fuga                                        | Plan De Fuga - Fase 1                  |
|                                   | 16 giugno 2015    | Fratelli Quintale                                   | Tra il bar e la favola                 |
|                                   | 17 luglio 2015    | AA.VV.                                              | Grotto                                 |
|                                   | 4 settembre 2015  | Sick Luke & Canesecco                               | Cambia tutto                           |
|                                   | 4 settembre 2015  | Coez                                                | Niente che non va                      |
| 8034125846818                     | 14 ottobre 2016   | AA.VV.                                              | Braccialetti Rossi 3                   |
| 8034125846825                     | 14 ottobre 2016   | Emis Killa                                          | Terza stagione                         |
| 8034125846757                     | 21 ottobre 2016   | Thegiornalisti                                      | Completamente sold out                 |
| 8034125847358                     | 7 aprile 2017     | Levante                                             | Nel caos di stanze stupefacenti        |
|                                   | 16 giugno 2017    | Ma Rue                                              | Tra Zenith e Nadir                     |
|                                   |                   | Marïna & Sick Luke                                  | Nel fondo del bicchiere                |
|                                   | 21 settembre 2018 | Thegiornalisti                                      | Love                                   |